# Спрінг-Гроув (Пенсільванія)
Спрінг-Гроув (англ. Spring Grove) — місто (англ. borough) в США, в окрузі Йорк штату Пенсільванія. Населення — 2372 особи (2020).

## Географія
Спрінг-Гроув розташований за координатами 39°52′51″ пн. ш. 76°51′51″ зх. д. / 39.88083° пн. ш. 76.86417° зх. д. (39.880807, -76.864039).  За даними Бюро перепису населення США в 2010 році місто мало площу 2,01 км², уся площа — суходіл.

## Демографія
Згідно з переписом 2010 року, у селищі мешкало 2167 осіб у 865 домогосподарствах у складі 616 родин. Густота населення становила 1079 осіб/км².  Було 926 помешкань (461/км²).
Расовий склад населення:
| - 93,9 % — білих - 0,7 % — чорних або афроамериканців - 0,5 % — азіатів - 4,0 % — осіб інших рас |

До двох чи більше рас належало 1,0 %. Частка іспаномовних становила 6,1 % від усіх жителів.
За віковим діапазоном населення розподілялося таким чином: 24,7 % — особи молодші 18 років, 63,5 % — особи у віці 18—64 років, 11,8 % — особи у віці 65 років та старші. Медіана віку мешканця становила 36,8 року. На 100 осіб жіночої статі у селищі припадало 101,8 чоловіків;  на 100 жінок у віці від 18 років та старших — 96,6 чоловіків також старших 18 років.
Середній дохід на одне домашнє господарство  становив 62 715 доларів США (медіана — 54 741), а середній дохід на одну сім'ю — 74 226 доларів (медіана — 62 399). Медіана доходів становила 52 222 долари для чоловіків та 32 946 доларів для жінок. За межею бідності перебувало 9,1 % осіб, у тому числі 11,4 % дітей у віці до 18 років та 0,0 % осіб у віці 65 років та старших.
Цивільне працевлаштоване населення становило 1158 осіб. Основні галузі зайнятості: виробництво — 25,0 %, освіта, охорона здоров'я та соціальна допомога — 22,5 %, роздрібна торгівля — 17,8 %.